# John McWhorter

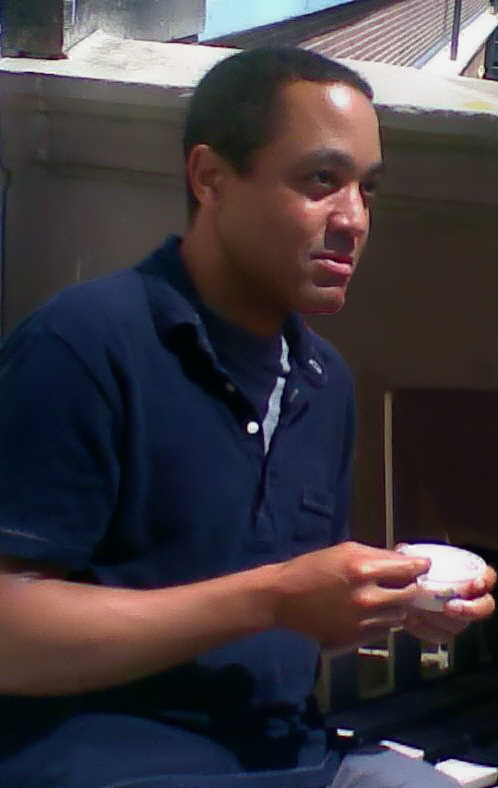
John McWhorter (2008)

John Hamilton McWhorter [ʤɑːn məkˈhwɔːɻdəɻ] (* 6. Oktober 1965 in Philadelphia) ist ein US-amerikanischer Linguist.
McWhorter studierte an der Rutgers University (B.A. in Romanistik, 1985), der New York University (M.A. in American Studies) und in Stanford (Ph.D. in Linguistik, 1993). Er ist Professor für Anglistik und Komparatistik an der Columbia University.

## Linguistik
McWhorter ist erklärter Gegner der Sapir-Whorf-Hypothese, der zufolge die Sprache das Denken beeinflusst. Er ist Autor des populärwissenschaftlichen Podcasts Lexicon Valley über Sprache.

## Politische Ansichten
In seinem Blog It bears mentioning kommentierte McWhorter von Januar bis August 2021 neben Sprache auch (meistens aus linguistischer Perspektive) aktuelle Debatten zu Politik, Gesellschaft und Rassismus, bis er von der The New York Times angeworben wurde, für die er seither zweimal pro Woche Essays verfasst.
Er ist einer der Erstunterzeichner der Westminster Declaration, die sich gegen Zensurvorhaben positioniert.

## Schriften (Auswahl)
- Linguistic Simplicity and Complexity. Why Do Languages Undress? Boston; Berlin: De Gruyter Mouton, 2011 ISBN 978-1-934078-37-2.
- The Creole Debate. Cambridge: Cambridge University Press, 2018 ISBN 978-1-108-42864-4
- Nine Nasty Words: English in the Gutter: Then, Now, and Forever. Penguin Publishing Group, 2021 ISBN 978-0-593-18879-8.
- Woke Racism: How a New Religion Has Betrayed Black America. Portfolio, New York 2021 ISBN 978-0-593-42306-6.
  - Die Erwählten: Wie der neue Antirassismus die Gesellschaft spaltet. Übersetzung Kirsten Riesselmann. Hoffmann und Campe, Hamburg 2021, ISBN 978-3-455-01297-2.